# Alingsås nyheter
Alingsås nyheter var en dagstidning utgiven från 2 januari 1918 till 29 april 1920. Ett provnummer gavs ut 7 december 1917. Tidningen fullständiga titel var Alingsås Nyheter. Tidningen gick den 29 april 1920 upp i efterföljaren Älvsborgs nyheter som lades ner 1931. Tidningen var under utgivningstiden närmast en edition till Älvsborgs nyheter som hade samma redaktör och ansvarige utgivare.

## Redaktion
Redaktör Axel Agrell hade redaktionen i Alingsås och han var också ansvarig utgivare. Den politiska tendensen för tidningen var höger eller konservativ. Tidningen kom ut tre dagar i veckan till 4 januari 1919 måndag, onsdag och fredag. Sedan kom den ut tisdag, torsdag och lördag de två sista utgivningsdagarna den 27 april 1920 som var måndag och den 29 april som var onsdag.

## Tryckning
Tryckeri för tidningen var Alingsås tryckeriaktiebolag i Alingsås som tryckte tidningen bara med typsnittet antikva i endast svart färg på fyra sidor. Satsytan var mest 53-55 x 36-43 cm men en tid var den mindre 39 x 24-25. Priset var 1917 till 1919  3,50 kr sedan 4,50 kr april 1920.